# أحمد سعيد (لاعب كرة قدم مالديفي)
أحمد سعيد مواليد 17 سبتمبر 1980 في المالديف، هو لاعب كرة قدم مالديفي. يلعب كمدافع.

## المسيرة الاحترافية

### أندية لعب لها
- نادي نيو راديانت
- نادي فيكتوري
- نادي نيو راديانت
- نادي فيكتوري
- نادي في بي
- نادي فيكتوري

## وصلات خارجية
- أحمد سعيد على موقع قاعدة بيانات كرة القدم.إي يو (الإنجليزية)
- أحمد سعيد على موقع ناشيونال فوتبول تيمز (الإنجليزية)
- Victory SC
- MACL